# Powiat de Głubczyce
Le powiat de Głubczyce (en polonais powiat głubczycki) est un powiat appartenant à la voïvodie d'Opole, dans le sud-ouest de la Pologne.

## Division administrative
Le powiat comprend 4 communes :
- 3 communes urbaines-rurales : Baborów, Głubczyce et Kietrz ;
- 1 commune rurale : Branice.